# Herpetacanthus longiflorus
Herpetacanthus longiflorus är en akantusväxtart som beskrevs av Stefano Moricand. Herpetacanthus longiflorus ingår i släktet Herpetacanthus och familjen akantusväxter. Inga underarter finns listade i Catalogue of Life.